# Anton Sunder-Plassmann
Anton Sunder-Plassmann, zuweilen auch Sunder-Plaßmann, (* 28. Juni 1860 in Liesborn; † 19. September 1931 in Grevenbrück) war ein deutscher Architekt und Bauunternehmer.

## Leben
Anton Sunder-Plassmann wurde als Sohn von Joseph Sunder (1822–1903), Landwirt in Liesborn, und dessen Ehefrau Elisabeth Sunder geb. Plaßmann (1823–1883) geboren. Er war das achte von zwölf Kindern. Anton erlernte bei seinem älteren Bruder Caspar, der als Baumeister in Soest tätig war, das Bauhandwerk. Der letzte der insgesamt drei Brüder, Wilhelm Sunder-Plassmann, war Architekt und Dombaumeister in Münster.
Sunder-Plassmann erbaute in dem Zeitraum von 1886 bis 1930 insgesamt 51 Kirchen, die meisten davon im südlichen Sauerland. Die Entwürfe für diese Bauten stammten zum Teil von renommierten Architekten wie Joseph Buchkremer, Johannes Franziskus Klomp oder Gerhard August Fischer.
Sein erstes selbständig ausgeführtes Bauwerk war die katholische Pfarrkirche in Förde (heute: Grevenbrück), die er 1886/1887 nach den Entwürfen von Gerhard August Fischer mit einer italienischen Baukolonne errichtete. Er beschäftigte auch in den Folgejahren italienische Maurer, die üblicherweise über eine besondere Fertigkeit im Mauern mit Bruchstein verfügten. Einer seiner Bauführer war der heimische Josef Beule, der Vater des später in Oberschlesien bekannt gewordenen Bildhauers Matthias Beule.
Bis etwa Mitte zur des Ersten Weltkriegs errichtete Anton Sunder-Plassmann von seinem Sitz in Förde aus eine Anzahl weiterer Kirchen im Sauerland, unter anderem in Meggen, Altenhundem, Schmallenberg, Kirchveischede, Saalhausen, Olpe, Heggen, Kirchhundem und Welschen Ennest. Nach der kriegsbedingten Unterbrechung konnte der Baubetrieb erst 1922 wieder aufgenommen werden. Es entstanden die Gotteshäuser unter anderem in Bonzel, Fretter (Erweiterungsbau), Attendorn (Konvikt), Schliprüthen (Umbau), Sporke und Dünschede (Erweiterungsbau).
Anton Sunder-Plassmann führte ein bescheidenes Leben und war stets um das Wohl seiner Mitarbeiter bemüht. Er starb am 19. September 1931 an einem Herzinfarkt in Grevenbrück. Seine letzte Ruhestätte fand er an der Pfarrkirche in Grevenbrück, seinem ersten Bauwerk.

## Bauten  (Auswahl)
- 1886–1887: neogotische Pfarrkirche St. Nikolaus in Grevenbrück[4]
- 1895–1896: neoromanische Pfarrkirche  St. Bartholomäus in Meggen[5]
- 1900–1901: neugotische Pfarrkirche St. Agatha in Altenhundem[6]
- 1900–1901: neoromanische Pfarrkirche St. Antonius Einsiedler in Heggen
- 1908–1909: Erweiterungsbau der Pfarrkirche St. Servatius in Kirchveischede
- 1907–1909: neugotische Pfarrkirche St. Martinus (Olpe)
- 1909–1910: Pfarrkirche St. Jodokus in Saalhausen
- 1915–1917: neugotische Pfarrkirche St. Peter und Paul in Kirchhundem
- 1924: Kapelle St. Apolonia in Bonzel[7]

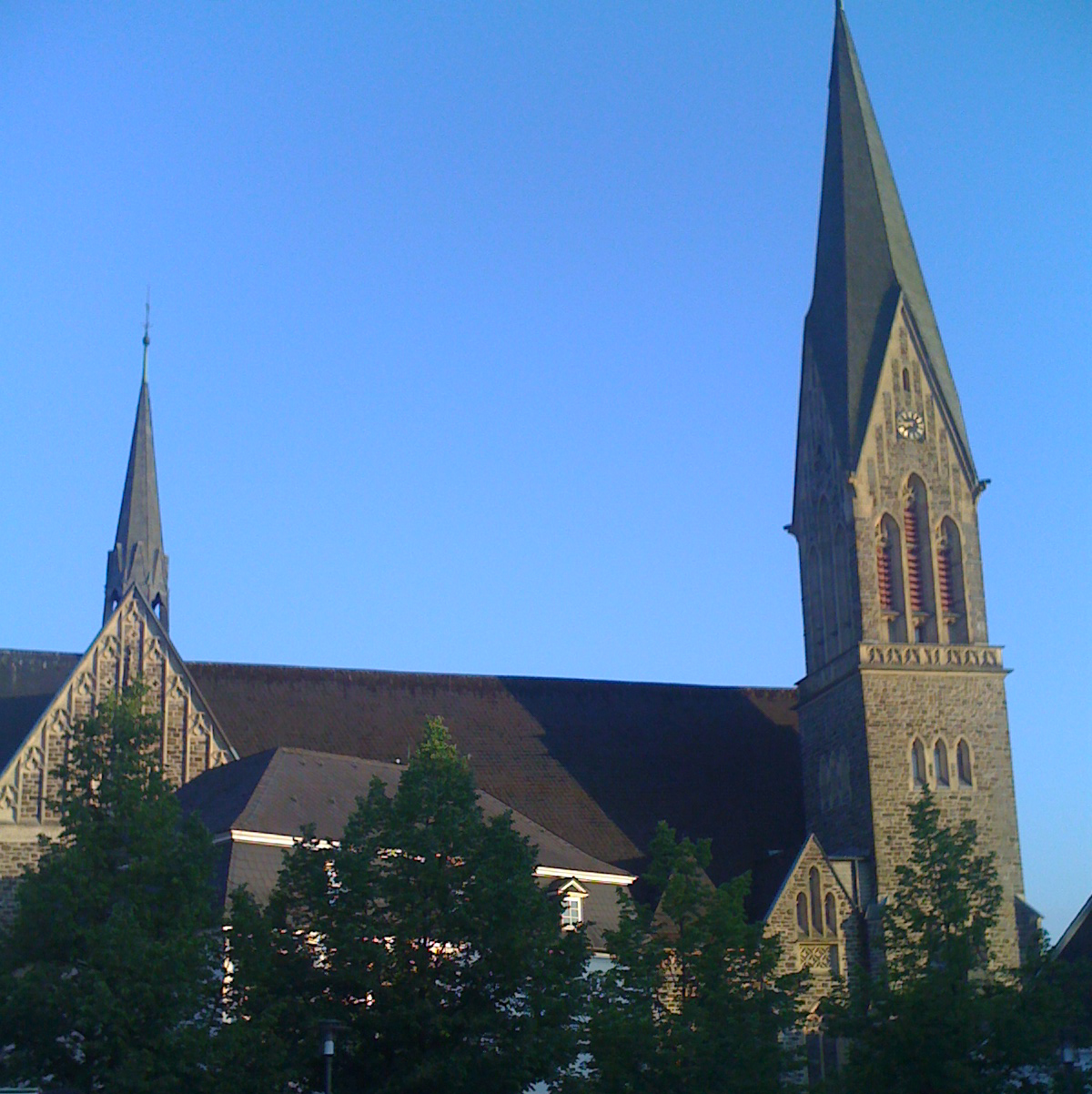
St. Martinus in Olpe
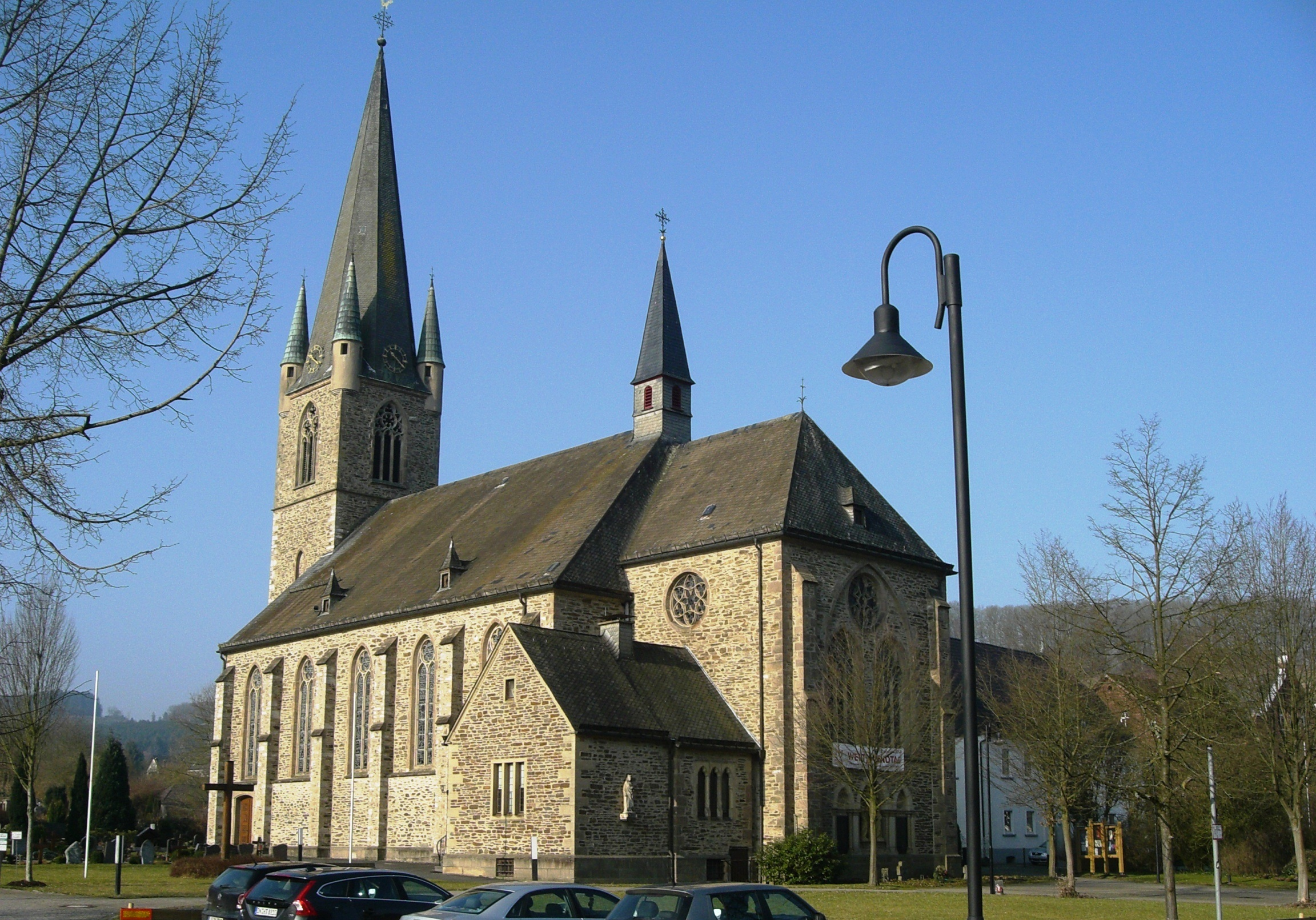
St. Nikolaus in Grevenbrück
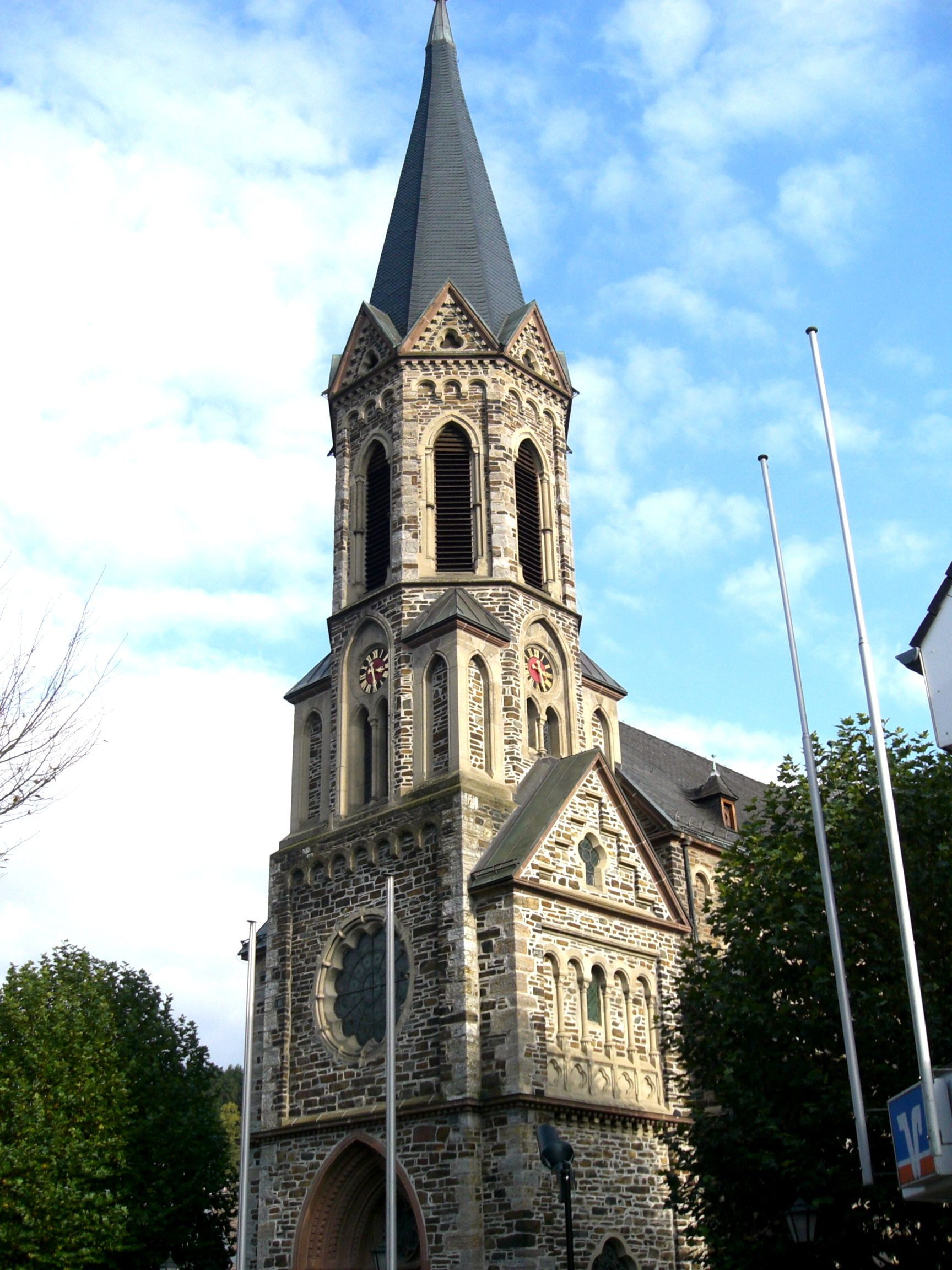
St. Bartholomäus in Meggen
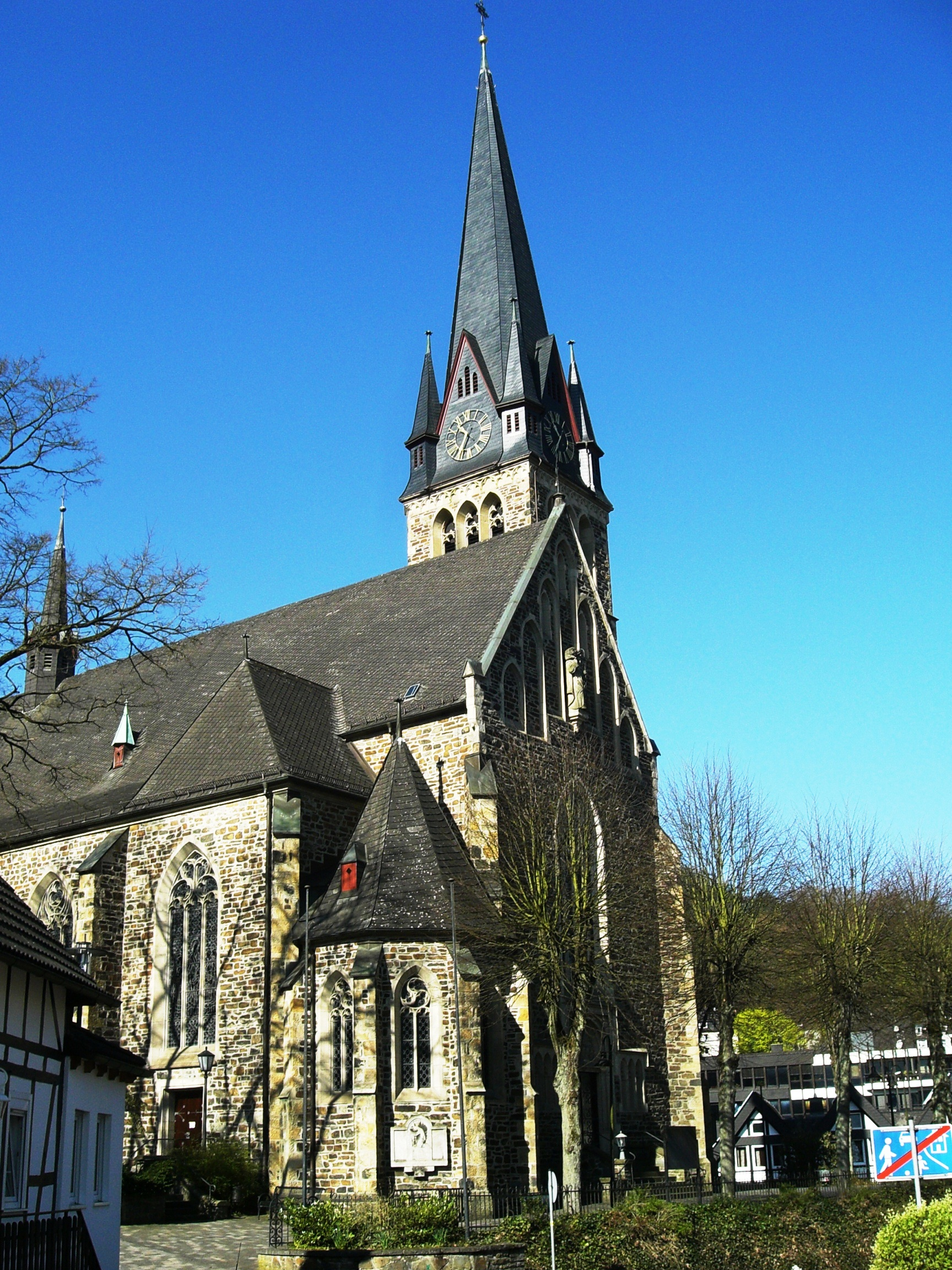
St. Agatha in Altenhundem
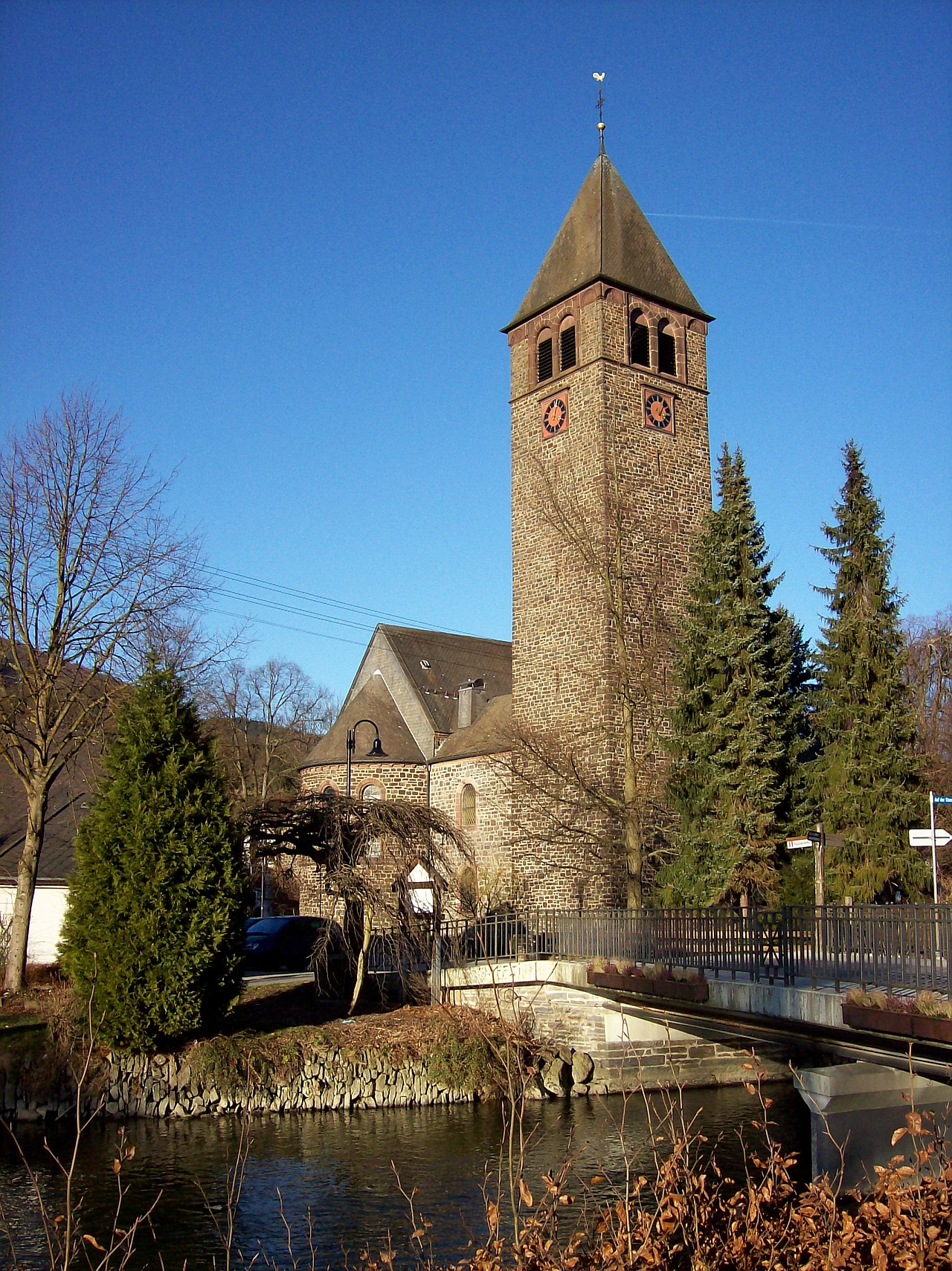
St. Jodokus in Saalhausen
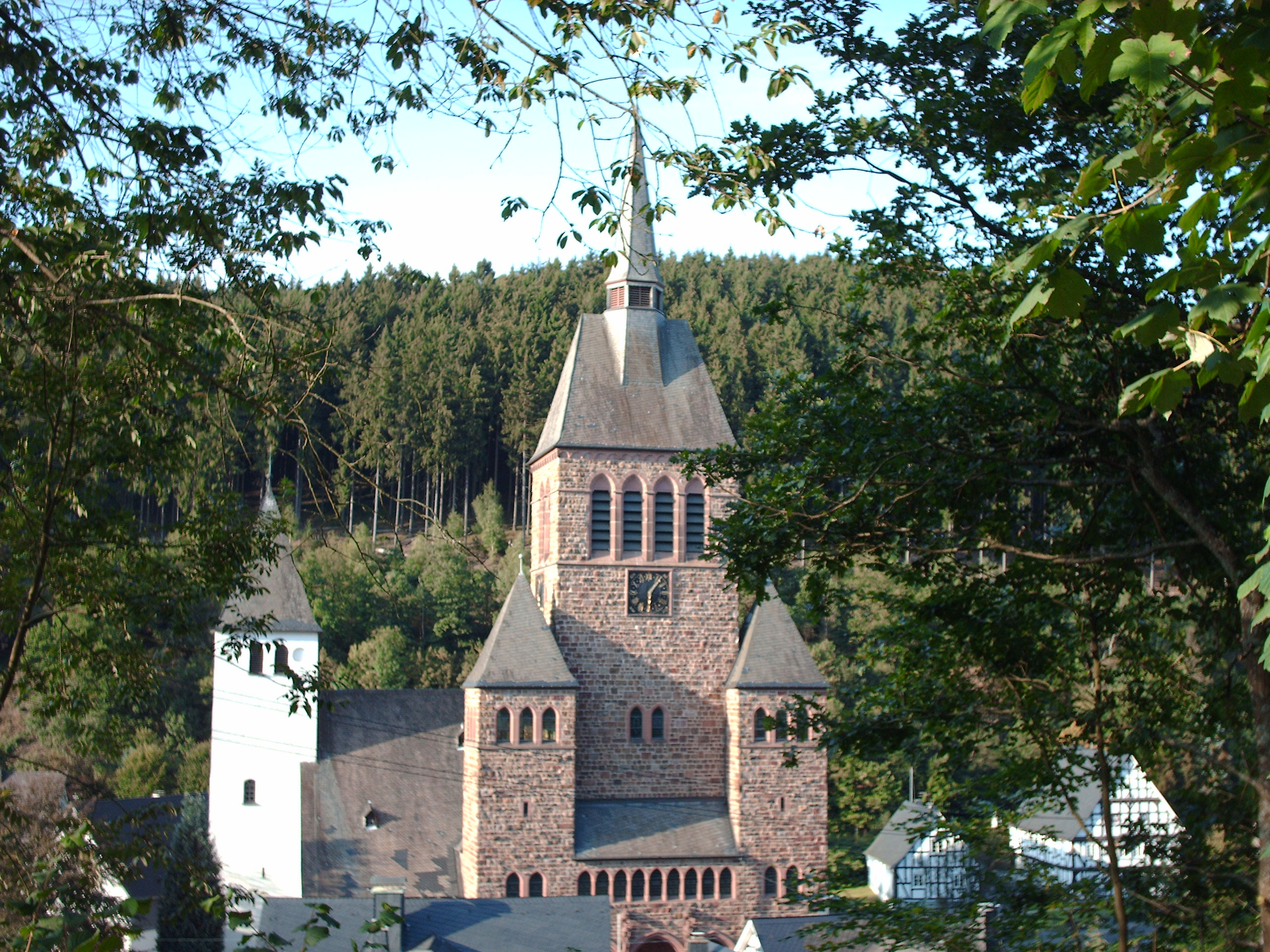
St. Peter und Paul in Kirchhundem